# Bretagne-Séché Environnement/2013
Deze pagina geeft een overzicht van de wielerploeg Bretagne-Séché Environnement in  2013.

## Algemeen
Algemeen manager: Emmanuel Hubert
Ploegleiders: Roger Trehin
Fietsmerk: KTM

## Renners
| Naam                  | Geboortedatum | Nationaliteit | Ploeg 2012                   |
| --------------------- | ------------- | ------------- | ---------------------------- |
| Jean-Marc Bideau      | 08-04-1984    | Frankrijk     |                              |
| Erwann Corbel         | 20-04-1991    | Frankrijk     | Beloften                     |
| Jean-Luc Delpech      | 27-10-1979    | Frankrijk     |                              |
| Renaud Dion           | 06-01-1978    | Frankrijk     |                              |
| Sébastien Duret       | 03-09-1980    | Frankrijk     |                              |
| Armindo Fonseca       | 01-05-1989    | Frankrijk     |                              |
| Arnaud Gérard         | 06-10-1984    | Frankrijk     | FDJ                          |
| Florian Guillou       | 29-12-1982    | Frankrijk     |                              |
| Benoît Jarrier        | 01-02-1989    | Frankrijk     | Véranda Rideau-Super U       |
| Clément Koretzky      | 30-10-1990    | Frankrijk     | Vélo-Club La Pomme Marseille |
| Vegard Stake Laengen  | 07-02-1989    | Noorwegen     | Team Type 1-Sanofi           |
| Benjamin Le Montagner | 16-06-1988    | Frankrijk     | Beloften                     |
| Geoffroy Lequatre     | 30-06-1981    | Frankrijk     |                              |
| Gaël Malacarne        | 02-04-1986    | Frankrijk     |                              |
| Pierre-Luc Périchon   | 04-01-1987    | Frankrijk     | Vélo-Club La Pomme Marseille |
| Eduardo Sepúlveda     | 13-06-1991    | Argentinië    | Beloften                     |
| Florian Vachon        | 02-01-1985    | Frankrijk     |                              |

## Belangrijke overwinningen
| Parijs-Troyes Winnaar: Jean-Marc Bideau Ronde van Bretagne 7e etappe: Pierre-Luc Périchon Kreiz Breizh Elite 2e etappe deel B: Erwann Corbel Ronde van Gévaudan Languedoc-Roussillon 2e etappe: Sébastien Duret |

Mannen: 2005 · 2006 · 2007 · 2008 · 2009 · 2010 · 2011 · 2012 · 2013 · 2014 · 2015 · 2016 · 2017 · 2018 · 2019 · 2020 · 2021 · 2022 · 2023 · 2024 · 2025
Vrouwen: 2020 · 2021 · 2022 · 2023 · 2024 · 2025